# Perlkreis

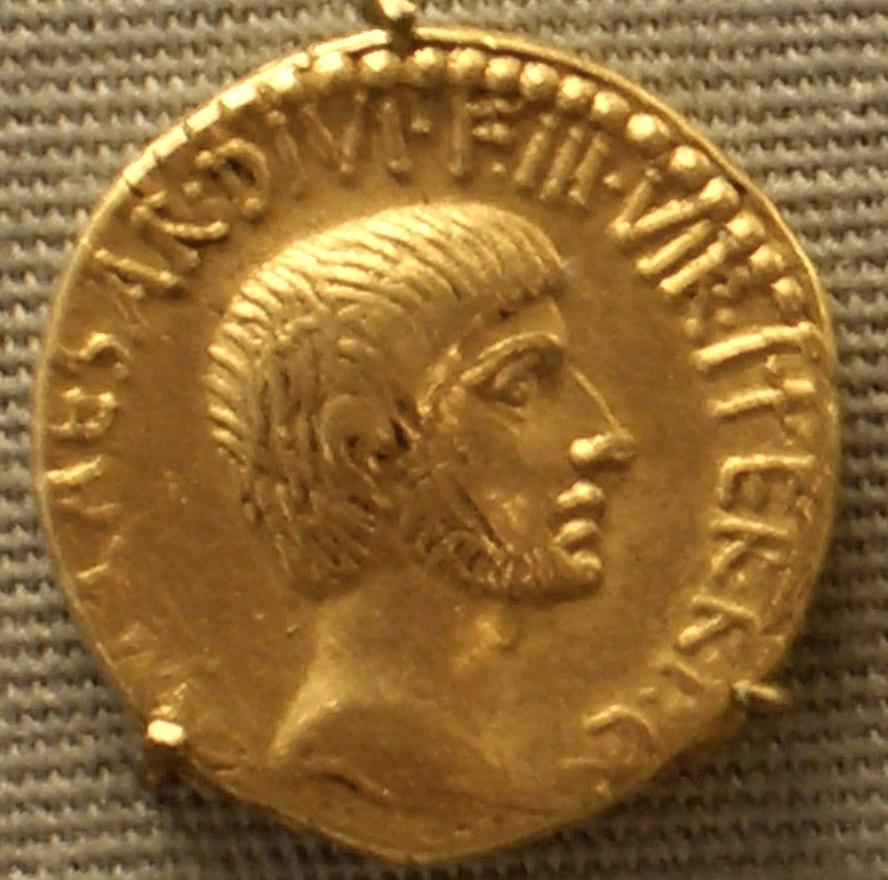
Römischer Aureus (36 v. u. Z.) mit unvollständig geprägtem Perlkreis

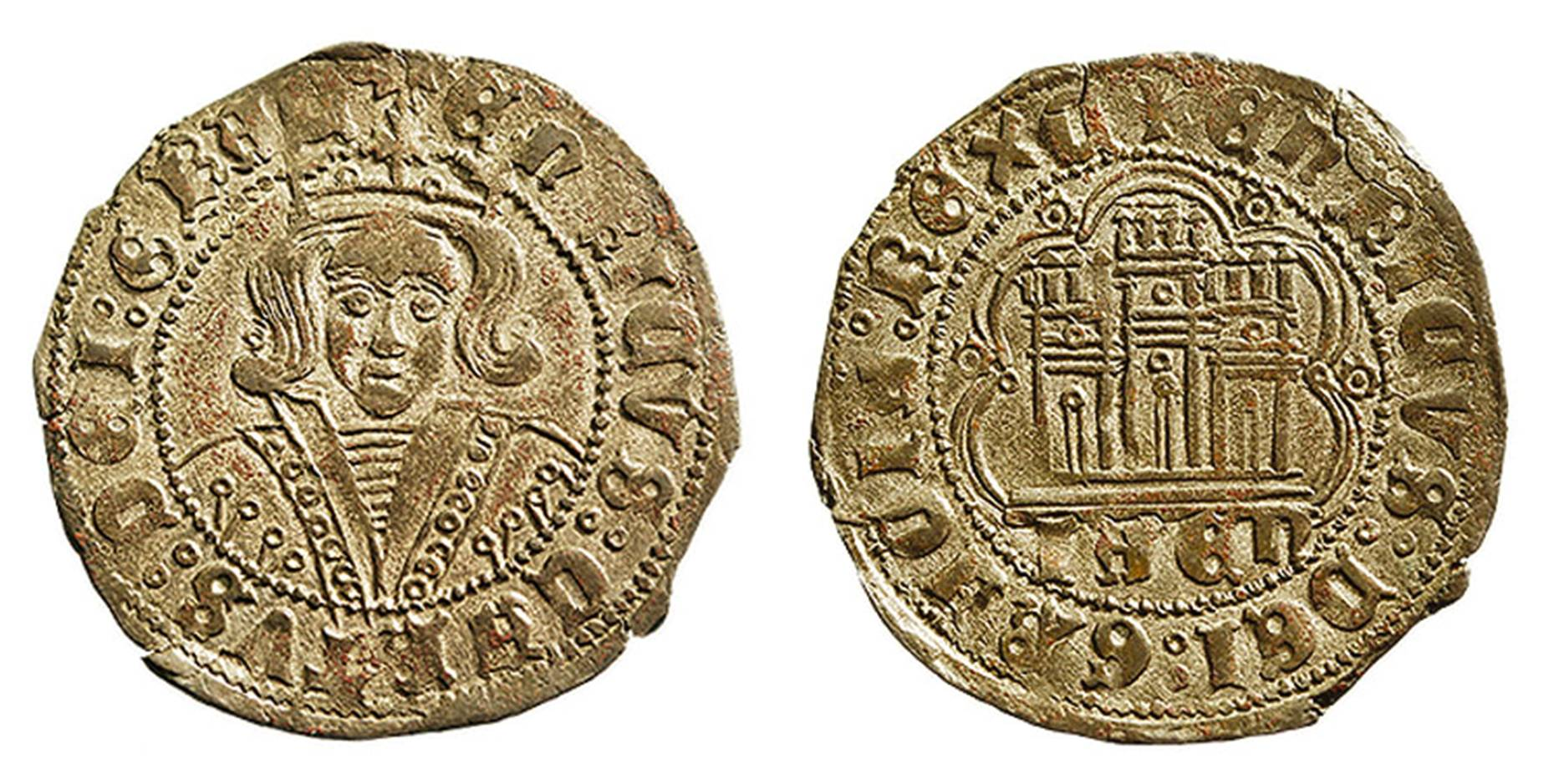
Kastilischer Maravedi (um 1475) mit Perlschnüren

Der Perlkreis (auch Perlrand oder Perlreif; franz. grènetis) ist eine kreisförmige Anordnung feiner, erhabener Punkte („Perlen“) am Rand von Münzen; auch in runden oder ovalen Rahmen tritt er manchmal auf. Er kann als Unter- oder Nebenform des Perlstabs gelten.

## Formen
Wenn auf Münzen ein Perlkreis oder eine Perlschnur vorhanden ist, fasst er meist das gesamte Münzbild ein. Der Perlkreis kann auf einer oder auf beiden Seiten einer Münze angebracht sein. Neben einem einfachen Perlkranz finden sich auch doppelte oder mehrfache Perlkreise. Weiterhin kommen Varianten vor, die nicht kreisrunde Perlen oder die ein abwechselndes Muster von Perlen und anderen einfachen geometrischen Figuren zeigen.

## Funktion
Perlkreise (später auch kleine Randstege) waren nicht nur dekorativ, sondern sie dienten auch dem Schutz der Münze vor (Ver-)Fälschungen und somit vor Wertminderungen.

## Geschichte
Bereits auf griechischen Münzen des Altertums kommt der Perlkreis vor. Er ist auf römischen Münzen sowohl aus republikanischer wie aus kaiserlicher Zeit weit verbreitet. Auch byzantinische Münzen zeigen oft einen Perlkreis.
Die Einführung der Ringprägung ermöglichte es vom 19. Jahrhundert an, am Rand der Münzen einen erhabenen, das Münzbild leicht überragenden Rand auszuprägen. Dieser Randstab schließt oft nach innen hin mit einem Perlkreis ab. Das Münzgesetz vom 9. Juli 1873 schrieb vor, dass die Silbermünzen des Deutschen Reichs einen Perlkreis besitzen mussten.